# Жанна Наваррская (королева Англии)
Жа́нна Нава́ррская (фр. Jeanne de Navarre), также известна как Джоа́н Нава́ррская (англ. Joan of Navarre), Джоа́нна Нава́ррская (англ. Joanna of Navarre), Джейн Нава́ррская (англ. Jane of Navarre) и Хуа́на Нава́ррская (исп. Juana de Navarra; ок. 1368/1373 — июнь/июль 1437) — наваррская принцесса, дочь короля Карла II и Жанны Французской. В первом браке герцогиня Бретани; во втором — королева Англии. Регент Бретани при малолетнем сыне Жане VI.
В 1386 году Жанна при содействии дядьёв герцогов Беррийского и Бургундского вышла замуж за дважды овдовевшего герцога Бретани Жана V. Отношения между супругами складывались хорошо, и Жанна родила герцогу восьмерых детей. Жан скончался в 1399 году, и Жанна вплоть до 1401 или 1402 года осуществляла обязанности регента при малолетнем сыне Жане VI.
В 1401 году Жанне поступило предложение о браке от вдового короля Англии Генриха IV Болингброка, желавшего подтвердить союз Англии и Бретани через брак с вдовствующей герцогиней. В апреле 1402 года был заключён брак по доверенности, и в декабре после улаживания всех формальностей Жанна отбыла на свою новую родину. В Англии брак с французской принцессой был принят холодно, и в течение последующих нескольких лет Жанне пришлось расстаться со всеми своими детьми и членами двора, прибывшими с ней из Бретани. Брак с Генрихом оставался бездетным.
После смерти Генриха IV в 1413 году Жанна получила аннуитет, но из-за активной антифранцузской политики в Англии она была обвинена в колдовстве в 1419 году, заключена в тюрьму и лишена доступа к своим финансам. Вдовствующая королева была освобождена в 1422 году и остаток жизни провела в почёте и покое. Жанна скончалась в июне или июле 1437 года и была похоронена рядом со вторым мужем в Кентерберийском соборе.

## Происхождение и ранние годы
Жанна Наваррская родилась, по разным данным, приблизительно в 1368, 1370 или 1373 году в Памплоне и была дочерью короля Наварры Карла II, по прозвищу «Злой», и французской принцессы Жанны Валуа. Помимо Жанны в семье было ещё семеро детей — трое сыновей и четыре дочери. По отцу принцесса была внучкой Филиппа III д’Эврё и королевы Наварры Иоанны II; по матери — короля Франции Иоанна II и Бонны Люксембургской. Также, по отцу Жанна была правнучкой короля Людовика X; таким образом, девочка была потомком сразу двух французских королей, принадлежавших к разным правящим династиям: Капетингам и их побочной ветви Валуа. Мать Жанны умерла в 1373 году в возрасте тридцати лет, её отец больше не женился.
После смерти прадеда принцессы, короля Людовика X, и его новорождённого сына Иоанна I, бабка Жанны, Иоанна, стала главной претенденткой на французскую и наваррскую короны. Однако вследствие скандала, связанного с её матерью Маргаритой Бургундской и подозрений в незаконнорожденности Иоанны, она была отстранена от наследования французского трона в пользу дяди Филиппа V. Вместе с тем, Иоанне удалось сохранить права на наваррский трон, хотя реально королевство оставалась под управлением королей Франции. Когда после смерти последнего представителя прямой линии Капетингов Карла IV на французском троне оказался представитель династии Валуа Филипп VI, ассамблея наваррской знати отказалась признать его королём Наварры и передала корону Иоанне II. Филипп VI признал за ней корону Наварры в обмен на её отказ за саму себя и своё потомство от короны Франции. В это же время разразилась Столетняя война из-за притязаний на французский трон английского короля Эдуарда III — по женской линии внука короля Филиппа IV. Несмотря на отстранение от французского трона Иоанны II, её сын Карл II, отец Жанны, считал, что у него было больше прав на престол нежели у правящего короля Филиппа VI или же английского короля Эдуарда III. У Карла II не было ни сил, ни желания противостоять Эдуарду III, который не имел бы никаких законных шансов заполучить трон, если бы Иоанна II не была лишена прав на французскую корону; главным препятствием к трону Карл II считал именно Филиппа VI. Детство Жанны прошло в эпоху интриг и злодеяний, которые устраивал её отец в борьбе за французский трон.
В 1380-х годах Жанна была обручена с королём Кастилии Хуаном I, который был старше принцессы примерно на десять лет; предстоящий брак был призван укрепить связи Наварры и Кастилии, установленные благодаря браку старшего брата Жанны Карла и сестры Хуана Элеоноры. Позднее, в 1382 году, Хуан по политическим мотивам был вынужден разорвать помолвку и жениться на дочери португальского короля Фернанду I Беатрисе. В то же время, когда была заключена помолвка Жанны, её отец ввязался в противостояние с регентами Франции при малолетнем короле Карле VI; опасаясь за жизни своих детей, Карл II втайне отправил Жанну и её братьев в замок Бретёй в Нормандии. В 1381 году они были захвачены и переправлены в Париж, где стали заложниками в качестве гарантии послушания их отца. Несмотря на это, Карл II подослал к регентам двух отравителей; оба они были схвачены и казнены, однако сам король Наварры остался недосягаем для закона. Кроме того, действия Карла II не имели последствий для его детей: Жанна с братьями по-прежнему оставалась в Париже, однако им не причинили вреда и фактически никак не ограничили их свободу, принимая пленников как почётных гостей при французском дворе. В конечном итоге, при содействии бывшего жениха Жанны, кастильского короля Хуана I, пленники были освобождены.

## Герцогиня Бретани
В первой половине 1386 года была заключена договорённость о браке между Жанной и дважды овдовевшим герцогом Бретани Жаном V. После смерти второй жены Жана V дядья Жанны Наваррской, герцоги Беррийский и Бургундский, предложили ему в жёны племянницу во избежание заключения нового союза с Англией. Посредником при переговорах стала тётка Жанны, также Жанна Наваррская, которая была замужем за виконтом де Роган — вассалом герцога Бретани. Брачный договор был подписан 25 августа 1386 года в Памплоне. В приданое Жанне отцом была выделена сумма в 120 тысяч ливров золотом и рента в 6 тысяч ливров с земель виконта де Авранш. В качестве вдовьей доли Жан предоставил будущей жене города Нант и Геранд, а также баронства Рец, Туффон и Герш. Затем в сопровождении коннетабля Нанта Пьера де Ленерака и своей свиты Жанна отбыла в Бретань, где 11 сентября 1386 года в городе Сель, близ Геранда, в присутствии представителей бретонской знати вышла замуж за Жана V.
В феврале 1387 года супругам в честь празднования их союза были преподнесены дорогие подарки, в число которых вошли драгоценные камни и металлы, геммы, лошади, соколы и многочисленные вина разных сортов. Отношения с мужем у Жанны складывались хорошо: придворные отмечали, что она полностью овладела его сердцем и получала от Жана столько тепла и нежности, сколько никогда не давал ей собственный отец. Король Карл II умер в том же году, месяцем ранее, и хотя Жанна искренне скорбела по отцу, при дворе герцога никто не разделял её чувств из-за бесчинств, которые устраивал покойный король; более того, новость о восшествии на наваррский престол галантного брата герцогини, Карла III, весьма обрадовала придворных.
Последним злодеянием Карла II стало донесение инсинуаций до зятя о том, что Оливье де Клиссон, воспитывавшийся вместе с Жаном V в Англии, испытывает «преступную страсть» к его жене. Во времена пребывания при английском дворе Жан V и Клиссон были очень близки и вместе отвоёвывали бретонский трон. Однако позднее политическая приверженность герцога к Англии в ущерб собственному государству заставила Оливье переметнуться к претенденту на герцогство Жану де Пентьевру, находившемуся в плену в Англии. В 1383 году он ссудил Пентьевру крупную сумму для выкупа и даже выдал за него свою старшую дочь и наследницу Маргариту в 1387 году. Слухи об особой привязанности Клиссона к Жанне были скорее всего необоснованными, однако они ещё больше разожгли ненависть Жана V к бывшему другу и его любовь к явно невиновной жене. Жан заключил союз с братом жены и Англией против Франции, которая во главе с Клиссоном намеревалась напасть на англичан. Оливье был схвачен герцогом и был приговорён к смерти, однако его спасли его сторонники при дворе Жана V, таким образом начав гражданскую войну в Бретани.
Сама Жанна, пребывавшая в Нанте, в это время была беременна и вскоре родила своего первого ребёнка — дочь, окрещённую епископом Ванским и наречённую Жанной. Девочка прожила всего несколько месяцев, а её смерть ввергла молодую герцогиню в глубокую скорбь. Ещё во время беременности герцогини советник герцога Бретани, считавший, что поддержки наваррского короля недостаточно, настаивал на заключении мира с Францией ради спокойствия Жанны. Жан V долго сопротивлялся, однако после смерти новорождённой дочери решил подчиниться своему сюзерену; по слухам, он отбыл в Париж, где нехотя принёс оммаж Карлу VI. Герцог был встречен холодно при королевском дворе, однако в знак уважения к Жанне, имевшей некоторое политическое влияние и старавшейся уменьшить напряжение между странами, Жан V вернулся домой в целости и сохранности.
В 1388 (по другим данным в 1389) году Жанна родила долгожданного наследника, окрещённого Пьером, однако позднее названного по просьбе отца Жаном. Вслед за этим в 1391 году последовало рождение дочери, названной Марией. Жанна ещё пребывала в родовых покоях, когда её супруг заключил тайный договор против Франции со своим старым другом и бывшим зятем Ричардом Плантагенетом. Из Франции был прислан герцог Беррийский; его задачей было любыми средствами заставить герцога Бретани отказаться от союза с англичанами. Ситуация грозила вылиться в войну. Однако, к счастью для обеих сторон, Жанна, в 1393 году пребывавшая в родильных покоях с четвёртым ребёнком, сыном Артуром, и ничего не знавшая планах супруга, была предупреждена братом Пьером о происходящем; герцогине удалось убедить Жана V отказаться от своих планов. На следующий день Жанна присутствовала на встрече мужа с послами, а затем сопровождала его в Туре, где Жан V подтвердил свой оммаж Карлу VI, пообещав женить старшего сына Жана на дочери французской королевской четы Жанне Валуа. Достижение мира и договорённость о брачном союзе были отмечены пышными торжествами. В это же время стараниями Жанны произошло примирение между её супругом и Оливье де Клиссоном, положившее конец гражданской войне в Бретани: 28 декабря 1393 года в Нанте Клиссон и другие мятежные бароны принесли герцогу присягу. Год спустя Жанна присутствовала на переговорах о браке недавно овдовевшего английского принца Генри Болингброка и одной из наваррских племянниц герцогини, однако договорённость так и не была достигнута.
В 1394 году старшая дочь Жанны, трёхлетняя Мария, была обручена со старшим сыном Генри Болингброка, также Генри, который был примерно на пять лет старше Марии; в приданое от отца принцесса должна была получить 150 тысяч франков золотом. Резиденцией молодой пары должен был стать замок Бреста. Брак был одобрен английским королём Ричардом II, однако в дело вмешался король Франции Карл VI, предложив более выгодный союз с наследником герцога Алансонского Жаном Валуа, требовавшего меньшее приданое. Мария вышла замуж за Жана 26 июня 1396 года; в том же году был заключён брак между наследником Бретонского герцогства и Жанной Французской.
В 1398 году супруг Жанны отбыл в Англию, чтобы король Ричард II восстановил для него титул графа Ричмонда, права на который Жан унаследовал от своей сестры. В том же году Жанна впервые встретилась со своим будущим мужем Генри Болингброком, который оказался в изгнании в Бретани. Генри не был особо выдающимся воином или государственным деятелем своей эпохи, но он был галантен, обходителен и, к тому же, вдовцом с правами на английский трон. Сам Болингброк нуждался в династическом союзе, и в жёны ему была предложена Мария I Беррийская, дважды овдовевшая кузина французского короля, однако политические разногласия с будущим тестем заставили Генри отказаться от этого предложения и перебраться к Бретонскому двору, где Жан принял его как «своего дорогого племянника графа Дерби».

### Регентство. Второй брак
1 ноября 1399 года герцог Жан V умер; своей последней волей он назначил жену регентом при сыне Жане. Первым и самым главным актом Жанны в качестве регента стало публичное и окончательное примирение в Нанте с Оливье де Клиссоном, ставшим весьма могущественным и популярным, и другими оппозиционерами покойного герцога. Клиссон принёс клятву вдовствующей герцогине, пообещав подчиняться её сыну; свидетелями этой клятвы стали церковники Нанта и многочисленная знать Бретани. Договор между Жанной и Клиссоном был подтверждён документально в замке Блейн 1 января 1400 года.
Жанна пробыла на посту регента при сыне до 1401 или 1402 года. 22 марта 1401 года она сопровождала молодого герцога, достигшего возраста двенадцати лет, в Рен, где Жан принял присягу в местном соборе. Затем он, по традиции, провёл ночь в молитве перед большим алтарём Святого Петра. Затем, после мессы в соборе, молодой герцог был посвящён в рыцари Оливье де Клиссоном, и торжественно проехал по городу. Жанна в это время уже не была при сыне: она вела переговоры о браке с Генри Болингброком, взошедшим на английский престол под именем Генриха IV и желавшим подтвердить союз Англии и Бретани через брак с вдовствующей герцогиней.
Франция холодно встретила идею союза Жанны и Генриха IV, поскольку этот брак делал английского короля слишком могущественным противником: Генрих уже был братом королев Португалии и Кастилии, а благодаря браку он стал бы близок в королевским семейством Наварры и герцогами Бретани. Союз Жанны безусловно повышал шансы английского короля завоевать французский престол, притязания на который он унаследовал от деда Эдуарда III. Дядья Жанны, герцоги Беррийский и Бургундский, всеми силами пытались отговорить племянницу от брака, но все их попытки оказались тщетны.
14 мая 1402 года Жанна послала своего поверенного Энтони де Рици, чтобы тот получил разрешение на брак у авиньонского папы Бенедикта XIII для персон, состоящих в четвёртой степени родства, не называя имён. Разрешение было получено шесть дней спустя. Брак по доверенности был заключён в отсутствие Жанны (её представлял всё тот же Рици) 3 апреля в Элтеме, однако долгое время он оставался неподтверждённым, поскольку разрешения на брак было получено от антипапы, а не папы Римского Бонифация IX. Поскольку антипапа не знал, для кого даёт разрешение на брак, союз вдовы бретонского герцога с английским королём стал для него неприятной неожиданностью. Тем не менее, папское разрешение было получено 28 июля постфактум, однако по прежнему требовалось его рассмотрение бретонским правительством. Бароны Бретани не одобрили брак; кроме того, Жанна заявила, что заберёт с собой в Англию всех своих детей, включая молодого герцога. В сентябре бароны, не сумевшие договориться с Жанной ни по поводу брака, ни по поводу отъезда детей, послали за герцогом Бургундским для посредничества.
1 октября герцог прибыл в Нант, где был принят племянницей со всем радушием, на которое она была способна. Хорошо зная характер Жанны, герцог решил смягчить предстоящий разговор, задобрив её и её окружение. Во время обеда герцог преподнёс ей дорогую корону, хрустальный скипетр и множество других драгоценных украшений. Юному герцогу Жану герцог Бургундский вручил золотую пряжку, инкрустированную рубинами и жемчугом, прекрасный бриллиант и несколько серебряных блюд. Младшим братьям Жана, Артуру и Жилю, герцог подарил золотые воротнички с рубинами и жемчугом. Тётке Жанны, также Жанне Наваррской, виконтессе де Роган, он подарил великолепный бриллиант, а их дамам, присутствовавшим на приёме, драгоценные пряжки. Не обошёл дарами герцог и мужчин-придворных. Все эти подарки тронули сердце Жанны и её придворных. Более всего впечатлены оказались придворные дамы, считавшие щедрого и обходительного герцога наиболее подходящим кандидатом на роль опекуна и защитника молодого герцога в отсутствие матери последнего.
Герцог Бургундский быстро понял, что не сможет отговорить племянницу от брака с английским королём. Однако ему удалось убедить Жанну, ради блага её сыновей, оставить их в Бретани под его опекой, что, по его мнению, позволило бы сохранить добрые отношения с французской короной. Герцог напомнил племяннице, что является одним из ближайших родственником её детей и был другом её покойному отцу. В конце концов, он поклялся на святом Евангелие, что будет неуклонно исполнять свой долг в соответствие с законами, свободами и привилегиями Бретани. Жанна дала письменное согласие, после чего герцог Бургундский вместе с тремя её старшими сыновьями 3 ноября 1402 года отбыл в Париж, где тринадцатилетний герцог Жан принёс оммаж французскому королю.
Одним из последних актов Жанны стало назначение ежегодного пенсиона в размере тысячи фунтов её тётке Жанне, виконтессе де Роган. Средства эти должны были выплачиваться из ренты, получаемой с вдовьей доли — города и графства Нант. Назначение пенсиона было сделано Жанной не только из любви к тётке, с которой она была крайне дружна, но и в благодарность за то участие, которое виконтесса некогда приняла в организации брака племянницы с герцогом Бретани. Также перед отъездом в Англию Жанна передала управление своим замком в Нанте Клиссону в обмен на двенадцать тысяч крон.

## Королева Англии

### Прибытие в Англию и коронация
Ещё до отбытия в Англию Жанна, по всей видимости, имела некое влияние на своего жениха. Она написала Генриху с просьбой принять участие в судьбе её земляка, владельца наваррского корабля, перевозившего вина, который потерял свой груз в правление Ричарда II; груз вина была конфискован Уильямом Принсом — капитаном флота, которым командовал граф Арундел. Генрих внял просьбе «дорогой супруги» и поручил своему адмиралу Томасу Рэмптону решить вопрос о компенсации владельцу корабля за счёт Принса.
20 декабря 1402 года Жанна, за несколько месяцев до этого принявшая титул королевы, отбыла из Нанта в Камаре с двумя младшими дочерьми, их няньками и пышным эскортом, состоявшим как из бретонцев, так и из наваррцев. 13 января 1403 года близ Камаре Жанна взошла на борт военного судна, которым командовал юный Арундел и который должен был доставить её в Англию; из англичан её сопровождающими также были графы Сомерсет и Вустер, а также епископ Линкольнский. В пути корабль, благополучно отчаливший из Камаре, попал в шторм, длившийся пять суток, и прибыл в Англию в районе Корнуоллского побережья; первоначально, судно должно было причалить в Саутгемптоне, однако шторм внёс свои коррективы, и Жанна со свитой высадилась в Фалмуте. Уже отсюда Жанна отбыла в Уинчестер, где её ожидал со своими лордами Генрих IV; здесь 7 февраля состоялась повторная, весьма пышная, брачная церемония в Уинчестерском соборе. После торжеств супруги отбыли в Лондон, где их также встретили торжествами и приветствовали горожане столицы; по этому случаю из Суффолка была заказана группа менестрелей, обошедшаяся горожанам в шесть с лишним фунтов. На подъезде к Лондону к королевской процессии присоединились столичные олдермен, мэр и шерифы, облачённые в одежду коричневого и голубого цветов, а также в красные колпаки. Первый день пребывания в столице королева Жанна провела в Тауэре. Затем, в сопровождении свиты и менестрелей, Жанна отбыла в Вестминстер для коронации.
26 февраля 1403 года Жанна была коронована в Вестминстерском аббатстве. Подробные описание и изображения коронации Жанны Наваррской сохранились в манускрипте (Julius E. 4, fol. 202) библиотеки Коттона. Королева описана как очень величественная, красивая и изящная женщина в зените славы своих лет. Её осанка выдавала прирождённое достоинство. Жанна изображена в королевских одеяниях в свойственной ей элегантной манере, волосы её были уложены пышными ниспадающими на плечи кудрями. Далматика королевы немногим отличалась по фасону от той, что много веков спустя наденет на свою инаугурацию королева Виктория: одеяние частично открывало её горло и бюст, но закрывало грудь дорогими орденской лентой и кистями. Мантия имела прорези, сквозь которые были видны обнажённые и очень тонкие руки королевы. Хотя Жанна была коронована не вместе с супругом, церемония для неё была проведена как для правящей королевы: Жанна восседала на коронационном троне на высокой платформе под богато расшитым покровом; церемонию возглавляли двое архиепископов, которые возложили на голову королевы подобающую её положению диадему. В правой руке королева держала скипетр, в левой — шар, увенчанный крестом — весьма необычный атрибут для королевы-консорта, поскольку он символизировал суверенитет, и был дарован Жанне для коронации в знак исключительного отношения к ней супруга.
Жанна стала первой коронованной вдовой в Англии со времён Нормандского завоевания. Кроме того, Жанна была матриархом обширного семейства. На момент заключения второго брака ей было около 33 лет; она была весьма богата и влиятельна, и в качестве регента при сыне Жанна показала себя хорошим политиком. Несмотря на всё это, брак с Генрихом не был популярен в Англии. Многие историки полагали, что Генрих IV заключил брак с вдовствующей герцогиней Бретани отчасти ради того, чтобы получить влияние на её сына-герцога. В случае, если мотивы короля были таковы, он совершенно не заботился о материнских чувствах супруги, которая ставила интересы сына превыше интересов мужа; кроме того, Жанна позаботилась о том, чтобы ни один её ребёнок не попал под влияние её нового мужа, ещё до отъезда из Бретани отправив детей под опеку герцога Бургундского. Вскоре после коронации, 9 марта 1403 года, Жанна в письме подтвердила своё желание оставить всех своих детей под защитой Филиппа II Бургундского.

### Жизнь при дворе
Первые годы жизни в Англии стали для Жанны весьма сложными из-за проблем, связанных с выплатой её приданого, составлявшего десять тысяч марок. Кроме того, союз короля с француженкой многими был встречен холодно из-за Столетней войны. Также в 1403 году разразилось восстание баронов против короля, возглавляемое Томасом Перси, графом Вустером, который, по слухам, имел разногласия с Жанной ещё со времён её переезда из Бретани. Восставшие были разбиты в битве при Шрусбери; собственность Перси, в том числе и особняк графа Нортумберленда в Элдгейте, была конфискована и передана в пользование Жанны.
В 1404 году Жанне было разрешено оставить при себе младших дочерей и бретонскую обслугу, когда другие иностранцы были высланы с территории Англии. Король был щедр к жене: ей были дарованы различные блага, среди которых был грант на одну из башен у ворот Вестминстер-холла, где королева могла заниматься своими делами, в том числе принимать посетителей, и содержать личную стражу. В феврале 1404 года Жанну навестил сын Артур, который прибыл к английскому двору для получения титула графа Ричмонда. Первоначально графский титул должен был быть присвоен старшему сыну Жанны, однако это подразумевало принесения оммажа английскому королю, в то время как Жан VI уже принёс присягу французскому королю — заклятому врагу Генриха IV, и потому титул был присвоен младшему брату герцога. Счастье Жанны от встречи с сыном омрачалось только одним: старший сын королевы, герцог Бретонский, приказал отослать обратно в Бретань его сестёр Маргариту и Бланш, проживавших с матерью в Англии. Жанна, не имевшая детей от второго брака, была глубоко огорчена поведением старшего сына, хотя и понимала, что все его действия и решения контролируются его тестем — французским королём Карлом VI — и были направлены против супруга королевы, а не против неё самой. Помимо этого, богатые владения Жанны на французских территориях, полагавшиеся ей в качестве приданого, должны были быть конфискованы в случае, если Жанна добровольно не передаст их в управление могущественной знати. 18 ноября 1404 года Жанна передала старшему сыну подарок в размере 70 тысяч ливров от имени своего брата, короля Наварры, и 6 тысяч от своего имени; деньги пришлись молодому герцогу как нельзя кстати: хотя он имел собственную казну, его расходы контролировал французский двор.
В начале 1405 года Генрих IV «по совету возлюбленной супруги решил помиловать и освободить… заключённых, захваченных в Дартмуте Джоном Корнуоллом». Заключённые, о которых шла речь, являлись бретонскими пиратами и их освобождение стало фатальным для королевского двора: король под давлением баронов был вынужден выслать из страны всю бретонскую обслугу и членов двора жены, за исключением дочерей королевы и ещё нескольких человек — бретонской кухарки, двух рыцарей и дам, служанки, двух сквайров королевы, а также няньки и фрейлины дочерей королевы. Парламентские записи того года свидетельствуют, что знать была недовольна как последним браком короля, так и негативным влиянием, которое, как считалось, оказывали иностранцы на Генриха IV, его жену и его королевство. От решений знати пострадал и сам король: парламент решил реорганизовать королевский двор и Генрих IV был вынужден расстаться со своим исповедником и тремя служащими личных покоев. В том же году представители Палаты общин представили королю петицию, в которой просили среди прочего, чтобы «королева почтила своим присутствием королевские дома по стране как это некогда делала королева Филиппа». К моменту, когда была подана эта петиция, положение Жанны в качестве королевы Англии всё ещё не упрочилось, а сам Генрих IV не имел финансовой возможности отправиться в такое путешествие, поскольку казна его была опустошена в частности восстанием в Уэльсе и необходимостью постоянно вооружать войска. Сама Жанна, сохранившая былую красоту и вполне способная при желании заключить более выгодный брак, осознавала: насколько богатой она была будучи вдовствующей герцогиней Бретани, настолько же нуждающейся она стала будучи королевой Англии.
В 1406 году парламент вновь вынес предписание, согласно которому иностранцы, пребывавшие при дворе королевы, должны были незамедлительно покинуть страну или же будут подвергнуты аресту. Кроме того, Генриху было рекомендовано сократить королевские расходы; король согласился с предложением парламента, сократив расходы до 10 тысяч ливров в год; освободившиеся средства Генрих IV распорядился пустить на погашение долгов и выплату средств на содержание двора королевы. Кроме того, Жанне был представлен проект акта о вдовстве, согласно которому королева в случае смерти супруга получала ежегодную выплату в размере 10 тысяч марок и получала в своё пользование определённые замки; в конечном итоге, вдовья доля Жанны должна была равняться вдовьей доли любой другой её предшественницы. Сам Генрих 4 января 1406 года предоставил секретарю Жанны Джону Бойсу документ, согласно которому король гарантировал сохранность предметов, которые должны были прибыть из Бретани для личного пользования королевы.
В 1406 году, после отъезда дочерей королевы, которых старший брат должен был выдать замуж, и заключения брака между дочерью Генриха IV Филиппой и Эриком Померанским, Жанна и Генрих отправились в обожаемый королевой замок Лидс в Кенте, где планировали пережить вспышку чумы, бушевавшей в Лондоне и унёсшей жизни 30 тысяч человек. Проведя большую часть лета в Лидсе, королевская чета посетила Норфолк или, по другим данным, Плеши в Эссексе, затем отправились по воде в Куинборо на острове Шеппи. Вслед за королевским судном следовало ещё четыре, на которых плыли члены королевского двора; корабли были атакованы пиратами, скрывавшимися близ Нора. Пиратам удалось захватить четыре королевских судна, вице-камергера короля сэра Томаса Рэмпстона и всю королевскую утварь, однако сами Генрих и Жанна избежали пиратского плена.

### Последние годы короля
Все годы брака Жанна старалась улучшить отношения царственного супруга с сыном-герцогом. В конце концов, в мае 1407 года Генрих IV адресовал «дражайшему сыну» письмо, в котором призывал к «союзу во имя христианского мира и спокойствия нашей дражайшей супруги»; Жан ответил отчиму в том же дружелюбном тоне, называл английского короля «дражайшим отцом» и согласился ради матери заключить соглашение о перемирии между Англией и Бретанью, которое было подписано 13 сентября 1407 года. В том же году Генрих передал супруге замок Херефорд, а также вместе с четырьмя сыновьями короля была представлена в парламенте как получатель денежных грантов.
В феврале 1408 года по заказу Жанны в Англии была изготовлена эффигия для могилы её первого мужа, которая позднее была установлена в Нантском соборе. Сделано это было с позволения и по прямому приказу короля Генриха IV, который также оплатил все расходы по транспортировке и установке эффигии в Нантском соборе. 9 ноября 1408 года она получила разрешение на визит к ней старшего сына, а в следующем году её навестил третий сын Жиль. В 1409 году король подарил супруге 6 свинцовых рудников в Англии вместе с их работниками; об этом даре Генрих IV объявил и герцогу Жану, которому позволено было при желании матери перевозить руду с этих рудников в Бретань, когда придёт время. Рождество того года королевский двор встретил в Элтеме, который стал любимым дворцом королевской четы. Жанна покровительствовала семье поэта Джефри Чосера и передала его сыну Томасу в пожизненное пользование поместья Уоттон и Стентсфилд. Летом 1412 года Жанне удалось договориться о визите своего третьего сына Жиля: Генрих пообещал посодействовать пасынку и обеспечить его безопасность и безопасность его свиты во время пребывания Жиля в Англии, однако бретонский принц скончался ещё по пути в Косне-сюр-Луаре.
Со временем Жанна приобрела большое влияние при дворе. Так она обсуждала с супругом и пасынком проект брака подопечного короля графа Марча и согласилась отступить от своей позиции только тогда, когда получила 100 фунтов «отступных». При этом у королевы были неплохие отношения с сёстрами короля и другими женщинами семьи Ланкастеров, в своих письмах к королю они всегда упоминали Жанну: единоутробная сестра Генриха IV Екатерина, наследница Кастилии при обращении к королю всегда интересовалась здоровьем «дражайшей и любимейшей сестры», а узаконенная сестра короля Джоан, графиня Уэстморленд, рекомендовала на службу королеве Маргарет Флеминг, супругу Кристофера Стендиша из Даксбери, брак с которым был заключён по большой любви, но без согласия родителей молодожёнов, из-за чего Кристофер был лишён доходов отцом.
19 марта 1413 года Жанна снова овдовела. Её второй брак оставался бездетным, однако у Жанны были хорошие отношения с детьми супруга от его первого брака.

## Вдовство

### При Генрихе V
Поначалу отношения с новым королём, пасынком Жанны Генрихом V, у вдовствующей королевы были хорошими. До отбытия в свою первую экспедицию во Францию Генрих V дал мачехе ряд особых разрешений, а 30 июня 1415 года даровал «дражайшей матушке» позволение проживать в его отсутствие в любом из замков — Виндзоре, Уоллингфорде, Беркхамстеде или Хартфорде. Рафаэль Холиншед в своих хрониках утверждал, что Жанна была названа регентом королевства в отсутствие её пасынка, однако никаких оснований полагать, что это правда, нет.
Чарльз Летбридж Кинсфорд, автор статьи о Жанне в «Национальном биографическом словаре», описывает трогательную историю о том, как Жанна после долгой разлуки встретилась с сыном: когда Артур вернулся из плена после битве при Азенкуре и навестил мать, Жанна отправила навстречу с ним одну из своих придворных дам; молодой граф, который не видел свою мать с визита в Англию в 1404 году, не смог определить подмену, пока Жанна не выдала себя сама.
Отношения Жанны с пасынком-королём оставались тёплыми вплоть до 1418 года, но в следующем году вдовствующая королева была обвинена собственным исповедником, францисканским монахом Джоном Рэндольфом, в «планировании смерти короля самым ужасным образом, который только можно осуществить»; некоторые источники указывают, что Жанна была в открытую обвинена в колдовстве. Ходили слухи, что король лично обвинил мачеху в некромантии с целью его убийства; причиной этого обвинения стал тот факт, что Жанна отказалась предоставить пасынку какую-либо помощь против Франции, поскольку её собственные дети были союзниками французского короля. Всё дело было очень тёмным, а монах-обвинитель королевы, по слухам, был предан смерти. Жанна была лишена всех своих доходов и была перевезена под опеку сэра Джона Пелэма в замок Певенси. Никаких доказательств вины королевы представлено не было и, вероятно сам Генрих V не особо верил, что мачеха желает ему смерти; в 1422 году, находясь на смертном одре, король даровал Жанне свободу. Некоторый свет на дело опальной королевы пролило заявление, сделанное в 1435 году; согласно ему, Генрих V изгнал «чужаков из окружения королевы Жанны, которые передают информацию врагу и вывозят много сокровищ из королевства». При этом, следует помнить, что сын Жанны, герцог Бретани, в целом отрицательно относился к притязаниям Генриха V во Франции.
13 июля 1433 года был отдан приказ о реституции приданого Жанны; к этому времени вдовствующая королева жила в Лидском замке в Кенте. Окончательная реституция не была произведена до следующего года; сумма её приданого была определена в размере чуть больше 3 910 марок. В 1433 году она также упоминается как получатель ренты в пятьсот марок. В 1438 году произошла некая заминка в выплате ей приданого из Бретани из-за вражды герцогства по отношению к Англии.

### При Генрихе VI
Остаток жизни при Генрихе VI Жанна провела в почёте и покое в Кингз-Лэнгли и Хаверинг-атте-Бауэре.

### Смерть
Жанна умерла в своей резиденции в Хейверинг-атте-Бауэре, по разным данным, 10 июня, 2 июля, 8, 9 или 10 июля 1437 года на 15 году правления Генриха VI в возрасте около 70 лет, надолго пережив обоих мужей. Король Генрих VI призвал всех представителей знати, как мужчин, так и женщин, посетить похороны вдовствующей королевы и почтить память «возлюбленной кузины». Тело Жанны было выставлено для прощания в аббатстве Бермондзи по пути к Кентерберийскому собору, где 6 августа 1437 года она была похоронена в том же склепе, где уже покоился её второй супруг. Алтарное захоронение королевской четы располагалось близ могилы Чёрного Принца; на могилах бок о бок были установлены эффигии.
Эффигия изображает Жанну очень привлекательной женщиной: тонкая длинная шея, красивая грудь; тонкие и правильные черты лица; широкие глаза и брови; её голова была пропорционально сложена. Захоронение было выполнено из алебастра и раскрашено. Фигура Жанны облачена в элегантное платье, её прекрасные руки лишь слегка прикрыты королевской мантией; мантия скреплена брошью на плечах, плечи и грудь довольно открыты; на шее королевы покоится элегантное ожерелье с орнаментом. На могиле также присутствуют геральдические элементы как первого супруга Жанны, так и второго.
Подпись Жанны является одной из древнейших сохранившихся подписей королев Англии.

## Потомство
Жанна стала матерью восьми детей, все они родились в первом браке:
- Жанна (1387—1388)
- Жан (1388[12][21]/1389[7]—1442) — герцог Бретани; был женат на Жанне Французской, дочери короля Франции Карла VI и Изабеллы Баварской, от которой имел трёх сыновей и четырёх дочерей.
- Мария[англ.] (1391—1446) — дама де Ля-Герш; была замужем за Жаном I, герцогом Алансонским, от которого родила двух сыновей и трёх дочерей.
- Артур (1393—1458) — герцог Бретани; был трижды женат: первым браком на Маргарите Бургундской, дочери герцога Бургундского Жана Бесстрашного и Маргариты Баварской; вторым браком на Жанне II д’Альбре, дочери Карла II д’Альбре и Анны д’Арманьяк[англ.]; третьим браком на Екатерине де Люксембург-Сен-Поль[англ.], дочери Пьера I де Люксембург-Сен-Поль и Маргариты де Бо[англ.]; детей не имел.
- Жиль (1394—1412) — сеньор Шантосе и Энгранда.
- Ришар (1395—1436[12]/1438[7]) — граф Бенона, Этампа и Манта; был женат на Маргарите Орлеанской, дочери Людовика Орлеанского и Валентины Висконти, от которой имел сына и дочь.
- Бланш (ок. 1396 — ок. 1418[55]) — была замужем за Жаном д’Арманьяком, от которого родила одну дочь.
- Маргарита (1397—1428[56]) — дама де Гильяк; была замужем за Аленом IX, виконтом де Роган и графом Пороэ, от которого родила пятерых детей.

Элисон Уэйр в своей книге «Королевские семьи Британии: полная генеалогия» указывает ещё одного ребёнка Жанны и Жана — неназванную дочь, родившуюся и умершую в 1388 году.

## Герб
Герб Жанны Наваррской во втором браке объединяет наваррский королевский герб при доме Эврё и английский королевский герб Плантагенетов.
Щит разделён надвое. Справа королевский герб Англии: в 1-й и 4-й частях в лазоревом поле три золотых лилии [Франция]; во 2-й и 3-й частях в червлёном поле три золотых вооружённых лазурью леопарда, один над другим [Англия].
Слева королевский герб Наварры с правой серебряно-червлёной перевязью: в 1-й и 4-й частях лазоревое поле, усыпанное золотыми лилиями [дом д’Эврё]; во 2-й и 3-й частях в червлёном поле золотые цепи, уложенные в прямой и косой крест и по периметру щита, в центре щита — зелёный изумруд [Наварра].

## Комментарии
1. ↑  Первой женой Жана V была Мария Плантагенет, дочь покровителя и защитника молодого герцога Эдуарда III, с сыновьями которого воспитывался Жан[13]. Мария умерла в течение тридцати недель после свадьбы[14]. В 1366 году Жану вновь нашли жену-англичанку — падчерицу Чёрного Принца и правнучку короля Эдуарда I Джоан Холланд[15], брак с которой, впрочем, также остался бездетным.
2. ↑  В частности, герцог Йоркский в 1405 году адресовал Генриху фривольные стихи, в которых фактически обвинял Жанну в том, что она околдовала короля. Герцог был арестован за участие в заговоре против Генриха IV, однако при содействии Жанны был прощён и выпущен на свободу[43].
3. ↑  Впоследствии, после смерти Жанны, ходила легенда, что тело её покоится рядом с мужем, но дух обитает в Певенси[51].
4. ↑  Дом в Лэнгли, в котором когда-то жила Жанна, сгорел в 1481 году[50].
5. ↑  Наиболее вероятной является дата 9 июля, поскольку именно она упоминается в «Лондонской хронике»[53].
6. ↑  Жанна пережила Жана V Бретонского на 38 лет и Генриха IV на 24 года[53].